# Absconditella amabilis
Absconditella amabilis är en lavart som beskrevs av T. Sprib. Absconditella amabilis ingår i släktet Absconditella och familjen Stictidaceae.   Inga underarter finns listade i Catalogue of Life.